# Sheshonq VI
Pour les articles homonymes, voir Sheshonq.
Sheshonq VI est un possible pharaon, qui aurait peut-être « régné », en -720 / -715, à Léontopolis, après Ioupout II (-754 à -720 / -715), et/ou simultanément à lui ou/et à Osorkon IV, tous trois de la XXIIIe dynastie , voire la XXIIe pour ce dernier. Mais son existence est plus que douteuse, la seule preuve de celle-ci consistant en un pendentif avec l'équivalent des lettres SS (pour SheSh), car il peut s’agir là d’une inscription évoquant plutôt Sheshonq III, de la XXIIe dynastie.